# Сухі листяні ліси долини Нармади
Сухі листяні ліси долини Нармади (ідентифікатор WWF: IM0207) — індомалайський екорегіон тропічних та субтропічних сухих широколистяних лісів, розташований в Центральній Індії, переважно в східній частині штату Мадг'я-Прадеш, а також в деяких частинах штатів Чхаттісгарх, Махараштра, Карнатака та Уттар-Прадеш.

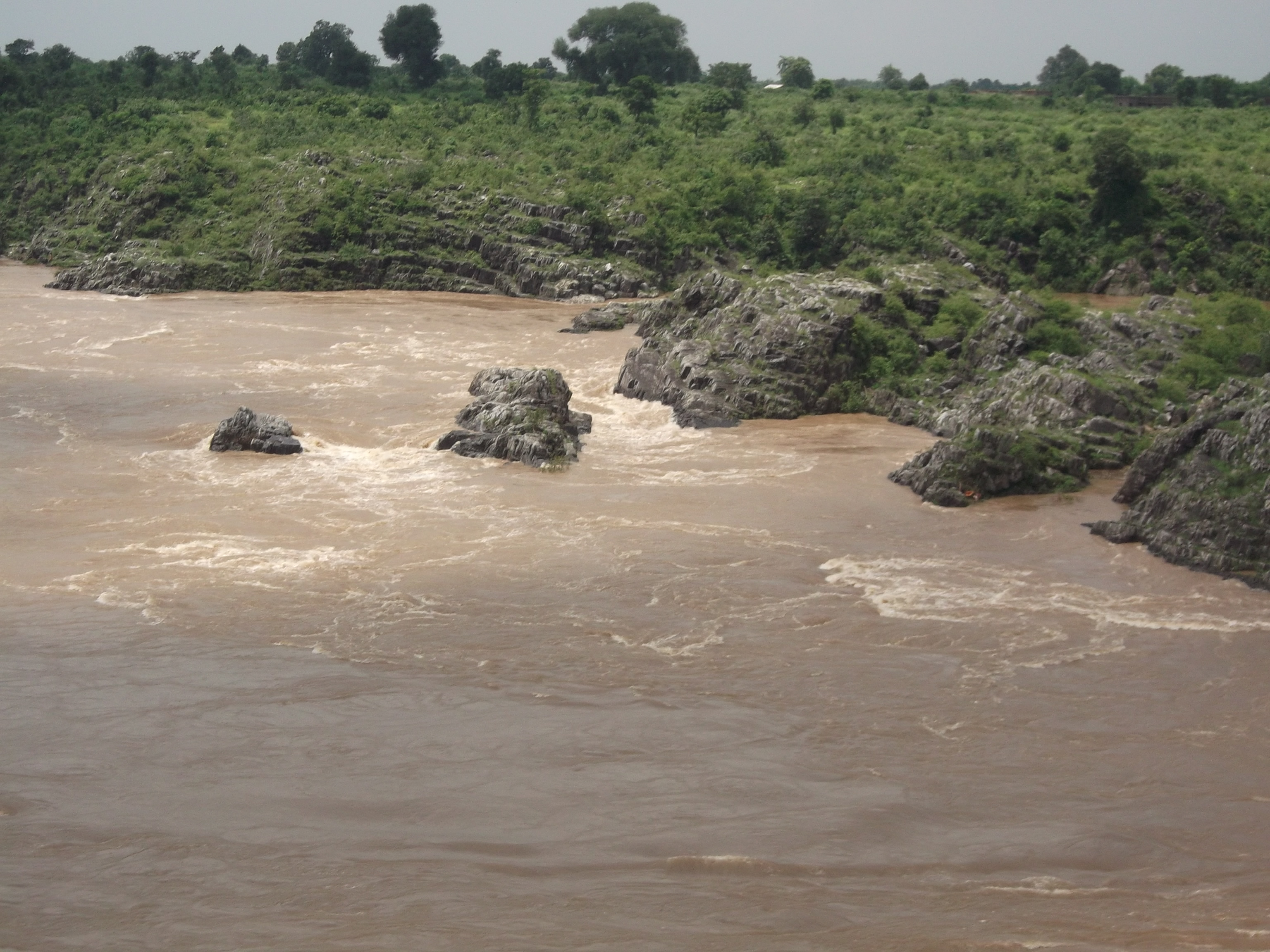
Річка Нармада під час сезону дощів

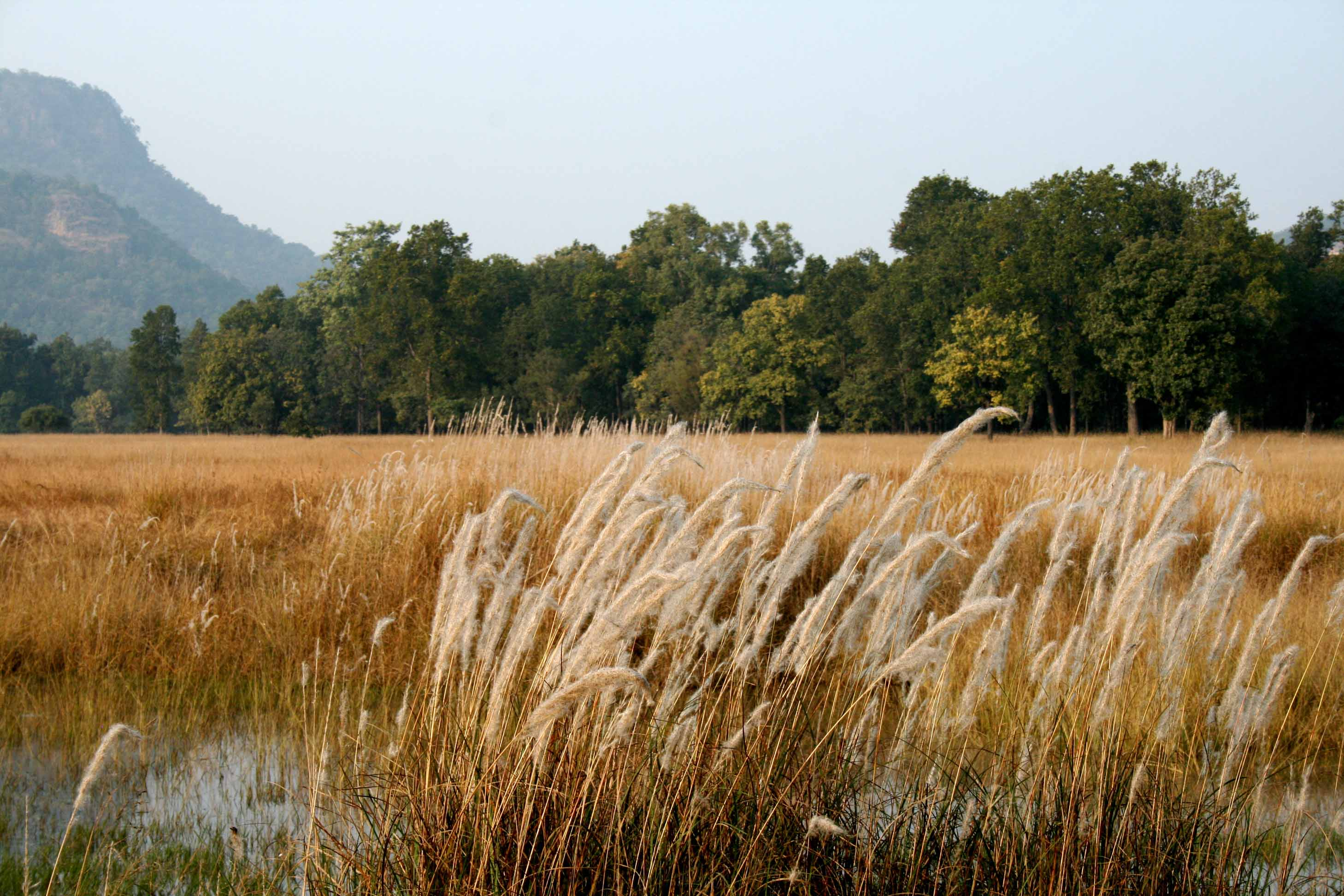
Ландшафт Національного парку Бандхавгарх

## Географія
Екорегіон сухих листяних лісів долини Нармади охоплює долину річки Нармада, а також гірські хребти Віндг'я та Сатпура, між якими вона протікає. З геологічної точки зору долина Нармади представляє собою грабен, що тягнеться із заходу на схід і розділяє два паралельні плато. Хребет Віндг'я відділяє долину Нармади від плато Малава та Бунделкхандської височини, розташованої північніше. Хребет Сатпура досягає висоти 1300 м і відділяє долину Нармади від Деканського плато, розташованого південніше. Крім того, екорегіон сухих листяних лісів долини Нармади тягнеться вузькою смугою на південь вздовж східних схилів Західних Гат.
На північний захід від екорегіону поширені сухі листяні ліси Катхіавар-Гіру, а на північний схід — вологі листяні ліси долини нижнього Гангу. На сході екорегіон переходить у сухі листяні ліси Чхота-Нагпуру та у вологі листяні ліси Східного Декану, а на півдні — у сухі листяні ліси Центрального Декану та у деканські колючі чагарники та ліси. В горах на заході поширені вологі листяні ліси Північно-Західних Гат.

## Клімат
На більшій частині екорегіону переважає саванний клімат (Aw за класифікацією кліматів Кеппена), а на північному сході — вологий субтропічний клімат (Cwa за класифікацією Кеппена). Середня температура взимку становить 17-20 °C, а влітку 30-33 °C. Середньорічна кількість опадів становить 1200-1500 мм, більшість з яких випадає з червня по вересень, коли дмуть південно-західні мусони. Сухий сезон в регіоні триває протягом 7-8 місяців.

## Флора
Основними рослиними угрупованнями екорегіону є сухі листяні ліси. Лісовий намет в цих лісах розташований на висоті 15-25 м над землею, крони дерев та високих кущів середнього ярусу розташовані на висоті 10-15 м над землею, а невисокі дерева та кущі підліску досягають висоти 3-4 м. Багато дерев в лісах регіону скидають листя під час тривалого сухого сезону.
В листяних лісах екорегіону переважає тикове дерево (Tectona grandis). Також в цих лісах ростуть коромандельські ебенові дерева (Diospyros melanoxylon), широколисті аногейсуси (Anogeissus latifolia), дрібноцвіті лагерстромії (Lagerstroemia parviflora), еліптичні терміналії (Terminalia elliptica), індійські ясени (Lannea coromandelica), анджанові дерева (Hardwickia binata) та пильчасті босвеллії (Boswellia serrata). 
У більш вологих районах на берегах річок та струмків зустрічаються вологі вічнозелені ліси. В цих лісах переважають арджунові дерева (Terminalia arjuna), джамболани (Syzygium cumini), верболисті сизигіуми (Syzygium salicifolium), індійські верби (Salix tetrasperma), верболисті водні кротони (Homonoia riparia) та китайські авраамові дерева (Vitex negundo)

## Фауна
В межах екорегіону мешкає 76 видів ссавців та 276 видів птахів. Серед поширених в регіоні ссавців слід відзначити бенгальських тигрів (Panthera tigris tigris), гаурів (Bos gaurus), гірських куонів (Cuon alpinus), азійських вовків (Canis lupus pallipes), ведмедів-губачів (Melursus ursinus), чотирирогих антилоп (Tetracerus quadricornis) та гарн (Antilope cervicapra). Більшість популяцій великих ссавців обмежені невеликими анклавами пралісів, що не дозволає їм відновити чисельність та підкреслює важливість природоохоронних територій. Серед поширених в регіоні птахів слід відзначити рідкісних індійських дрохв (Ardeotis nigriceps) та індійських флоріканів (Sypheotides indicus). 

## Збереження
Оцінка 2017 року показала, що 7658 км², або 5 % екорегіону, є заповідними територіями. Природоохоронні території включають: 
- Природний заповідник Анер-Дам[en], Махараштра (70 км²);
- Природний заповідник Багдара, Мадг'я-Прадеш (540 км²);
- Національний парк Бандхавгарх, Мадг'я-Прадеш (360 км²);
- Природний заповідник Ачанакмар[en], Чхаттісгарх (305 км²);
- Природний заповідник Кхеоні[en], Мадг'я-Прадеш (80 км²);
- Природний заповідник Наураделі[en], Мадг'я-Прадеш (1380 км²);
- Тигровий заповідник Мелгхат[en], Махараштра, включно з Природним заповідником Мелгхат (1490 км²) та Національним парком Гугамал[en] (1974 км²);
- Національний парк Панна[en], Мадг'я-Прадеш (820 км²);
- Природний заповідник Панпатха, Мадг'я-Прадеш (300 км²);
- Тигровий заповідник Ратапані[en], Мадг'я-Прадеш (490 км²);
- Тигровий заповідник Санджай-Дубрі[en] (831 км²), включно з Національним парком Санджай, Природним заповідником Чхаттісгарх та Природним заповідником Дубрі;
- Природний заповідник Сардапур, Мадг'я-Прадеш (120 км²);
- Природний заповідник Сіндхорі, Мадг'я-Прадеш (220 км²);
- Природний заповідник Сон-Гхаріал, Мадг'я-Прадеш (210 км²);
- Природний заповідник Явал[en], Махараштра (100 км²).